# Хантингтон (Њујорк)
Хантингтон (енгл. Huntington) насељено је место без административног статуса у америчкој савезној држави Њујорк.

## Демографија
По попису из 2010. број становника је 18.046, што је 357 (-1,9%) становника мање него 2000. године.
| Група             | 2000.          | 2010.          |
| Белци             | 16.833 (91,5%) | 16.142 (89,4%) |
| Афроамериканци    | 385 (2,1%)     | 390 (2,2%)     |
| Азијати           | 332 (1,8%)     | 397 (2,2%)     |
| Хиспаноамериканци | 658 (3,6%)     | 906 (5,0%)     |
| Укупно            | 18.403         | 18.046         |